# Oskar Rodriguez
Oskar Rodriguez, właśc. Oscar Alejandro Rodriguez Ramos (ur. 3 października 1986 w San Juan) – amerykański aktor, tancerz i model.

## Życiorys
Urodzony w Portoryko, jest synem doktora Oscara Antonio Rodrigueza i jego żony Wandy L. Ramos. Ma dwóch starszych braci − Oscara Antonia i Oscara Alberta, wspólnie z którymi uczęszczał do American Military Academy w miejscowości Guaynabo.
Gdy osiągnął dorosłość odnalazł zainteresowanie w performansie. Pobierał nauki w kilku szkołach tańca zlokalizowanych w swojej okolicy, a wkrótce otworzył własny lokal (Ensayos Dance Studio) w Bayamon. Z czasem został profesjonalnym tancerzem.
Karierę w branży aktorskiej rozpoczął od udziału w filmie Dirty Dancing: Havana Nights (2004). W latach 2007−2008 występował w telewizyjnym serialu erotycznym Co-Ed Confidential. Kojarzony jest z rolą Lesliego w horrorze klasy „B” The Brotherhood V: Alumni (2009). Pojawił się w komedii romantycznej Wszyscy myślą tylko o jednym? (Is It Just Me?, 2010) w reżyserii J.C. Calciano.